# Península de Pinellas
Penínsulas de Pinellas (en inglés: Pinellas Peninsula; cuyo nombre original es "La Punta de Pinal de Jiménez" dado por los dados exploradores españoles en 1757) es el nombre de una península situada aproximadamente a mitad de camino por la costa oeste de Florida, en Estados Unidos. Forma el límite occidental de la Bahía de Tampa y comprende la mayor parte del condado de Pinellas. Hay una ciudad llamada Pinellas Park en el sur de Pinellas. La península está limitada al norte por el Condado de Pasco, Florida, en el noreste por el Condado de Hillsborough, y al este y al sur con la bahía de Tampa. Limita en el oeste por el Canal Intra-costero y el Golfo de México.